# Michał Hieronim Podoski
Michał Hieronim Podoski herbu Junosza (ur. ok. 1725, zm. ok. 1832) – starosta grodowy bobrownicki w latach 1754–1765, kasztelan rypiński w latach 1765–1775, kasztelan dobrzyński w latach 1775–1793, starosta dobrzyński.

## Życie prywatne
Rodzina Podoskich pieczętowała się herbem Junosza. Michał Hieronim urodził się jako syn Mikołaja Jana (1676–1762), kasztelana i wojewody płockiego oraz Marianny Rokitnickiej (1683–1737). Miał bardzo liczne rodzeństwo: dziesięć sióstr i sześciu braci. Do rodzeństwa należeli m.in. Józef Antoni (1710–1779), wojewoda płocki; Katarzyna (1716–1733), późniejsza żona Adama Kandena Trzcińskiego; Ewa (1718–1752), żona Adama Kandena Trzcińskiego i Antoniego Karskiego; Gabriel Jan (1719–1777), arcybiskup gnieźnieński i prymas Polski; Tymoteusz Antoni (1727–1777), kasztelan sierpecki; Salomea, żona Adama Pieniążka (zm. 1771), skarbnika trockiego i matka Stanisława Pieniążka (1760–1840), polskiego prawnika i poety i posła; Franciszek Aleksander (zm. 1792), kasztelan ciechanowski i mazowiecki. Najmłodszy z rodzeństwa Ignacy (ur. 1731, zm. 1761) był starostą złotoryjskim.
Michał Hieronim Podoski był dwukrotnie żonaty. Pierwsza żona Zuzanna Heinrich była bezpotomna. Druga żona Józefa Kanigowska, córka Franciszka kasztelana wyszogrodzkiego urodziła dwóch synów i cztery córki.

## Pełnione urzędy
Od 29 kwietnia 1754 r. do 12 marca 1765 r. starosta grodowy bobrownicki, następnie od 1 czerwca 1765 r. do 1775 r. kasztelan rypiński, a od 23 października 1775 r. kasztelan dobrzyńskiDobrzyń nad Wisłą, którym był do 1793 r.
Poseł na sejm nadzwyczajny 1761 roku z ziemi dobrzyńskiej. Marszałek sejmiku przedkonwokacyjnego ziemi dobrzyńskiej w 1764 roku. Był elektorem Stanisława Augusta Poniatowskiego w 1764 roku z ziemi dobrzyńskiej. Pełnił obowiązki rotmistrza kawalerii narodowej. Był właścicielem dóbr majątkowych Rusinowo (1789). Jako jedyny z rodzeństwa utrzymywał kontakty z bratem Gabrielem Janem, arcybiskupem gnieźnieńskim. Z kasztelanem tym wiąże się afera sejmowa. Mieszkał od 1775 roku w kamienicy przy ulicy Zakroczymskiej w Dobrzyniu.
Zasłużony dla ojczyzny otrzymał Order Świętego Stanisława. Według podania dożył sędziwej starości, umierając liczył 107 lat.